# 假面病棟
《暗黑病院》（日语：／ Kamenbyotou ?）是由日本作家知念實希人所著的日本懸疑小說。2014年出版了平裝本。小說講述一位在療養院兼職的醫生捲入由戴著小丑面具的便利店劫匪引發的醫院封鎖事件的醫療懸疑故事。2020年，小說改編為電影。

## 內容概況
一天晚上，一名戴著小丑面具的男子開槍射擊了一名叫川崎愛美的女生，隨後他要求在療養院值班的外科醫生速水秀悟治療女生。速水、川崎以及64名身份不明的住院患者和醫院工作人員被扣為人質並被監禁。在試圖治療川崎的過程中，速水發現了他工作的康復醫院中隱藏的秘密。此後，醫院內接二連三地發生事件，當有人的屍體被發現時，速水試圖與川崎一起逃離醫院。

## 人物
- 速水秀悟

他是一名帥氣的外科醫生，是五年的學徒，但他喜歡抽煙，缺乏作為醫生的意志。他每週都會在田所醫院做一次兼職工作。事發當天，他不得不突然與資深醫生小堺調換工作崗位。
- 川崎愛美

美麗的女大學生。她被一名戴著小丑面具的男子槍擊，腹部受傷，並由速水救治。
- 小丑

用左輪手槍打傷真奈美腹部的便利店劫匪。他戴著一個由橡膠製成的奇形怪狀的小丑面具。
- 田所三郎

田所醫院院長。
- 東野良子

在田所醫院工作的護士。
- 佐佐木香織

在田所醫院工作的護士。。
- 小堺司

在田所醫院工作的速水的前輩，是一位泌尿科醫生。他向速水介紹了一份值日兼職。
- 宮田勝仁

在田所醫院工作的物理治療師。

## 電影
電影由木村尚執導，坂口健太郎、永野芽郁主演，2020年3月6日上映。
原作者知念實希人參與劇本（與木村尚共同編劇）。主角速水的姓氏由“Hayamizu”變更為“Hayami”，女主角的名字由“川崎愛美”變更為“川崎瞳”。
電影原計劃於3月7日舉行公眾紀念舞台問候，但因新型冠狀病毒影響而取消。在全國326個銀幕上映，3月7日至8日兩天有超過7.7萬人次觀看，票房收入1.05億日元，位居第2位。
對於第一次將自己的作品改編成電影，知念表示，“我很高興這是我的作品第一次改編成電影。我希望這是一部充滿緊張感、令人窒息的電影。”

### 演員
- 速水秀悟：坂口健太郎
- 川崎瞳：永野芽郁
- 佐々木香：内田理央
- 東野良子：江口德子
- 菜緒：朝倉禮生
- 角倉：丸山智己
- 宮田勝仁：笠松将
- 小堺洋子：藤本泉
- 国平義央：小野武彦
- 小堺司：大谷亮平
- 田所三郎：高嶋政伸